# Seymour (Texas)
Seymour  è una città degli Stati Uniti d'America, capoluogo di contea della Contea di Baylor, nello Stato del Texas. Secondo il censimento effettuato nel 2010 possedeva una popolazione di 2,740 abitanti.

## Geografia
La città è situata a 33°35′30″N 99°15′39″W (33.591552, −99.260968), lungo il fiume Brazos. È attraversata dalle U.S. Highways 82, 183, 283, e 277 e dalle Farm roads 422 e 1919. Si trova 52 miglia (84 km) a sud-ovest di Wichita Falls e 102 miglia (164 km) nord-est di Abilene. Secondo l'Ufficio del censimento degli Stati Uniti d'America la città ha un'area totale di 2.9 miglia quadrate (7.6 km²), di cui 0.004 miglia quadrate (0.01 km², corrispondenti allo 0.20 % del territorio) sono costituiti dall'acqua.

### Clima
Il clima in questa zona è caratterizzato da estati calde e umide e inverni generalmente non troppo rigidi. Secondo la Classificazione dei climi di Köppen, Seymour possiede un clima subtropicale umido, abbreviato con "Cfa" nelle mappe climatiche.

## Società
| Anno       | Popolazione | ±%                   |
| ---------- | ----------- | -------------------- |
| 1880       | 183         | Note:                |
| 1890       | 1,125       | 514.8%               |
| 1910       | 2,029       | Dati non disponibili |
| 1920       | 2,121       | 4.5%                 |
| 1930       | 2,626       | 23.8%                |
| 1940       | 3,328       | 26.7%                |
| 1950       | 3,779       | 13.6%                |
| 1960       | 3,789       | 0.3%                 |
| 1970       | 3,469       | −8.4%                |
| 1980       | 3,657       | 5.4%                 |
| 1990       | 3,185       | −12.9%               |
| 2000       | 2,908       | −8.7%                |
| 2010       | 2,740       | −5.8%                |
| Stima 2015 | 2,652       | −3.2%                |

### Censimento del 2010
Secondo il censimento del 2010, c'erano 2,740 persone, un calo del 5,78% dal 2000 (168 persone in meno). La composizione etnica della città era formata dal 91.28% di bianchi (2,501 persone), il 2.45% di afroamericani (67 persone), lo 0.22% di nativi americani (6 persone), lo 0.11% (3 persone) di asiatici, il 4.11% di altre razze (104 persone), e il 3.80% di due o più etnie. Ispanici o latinos di qualunque razza erano il 3.61% (373 persone) della popolazione. C'erano 1,451 unità abitative.

### Censimento del 2000
Secondo il censimento del 2000, c'erano 2,908 persone, 1,273 nuclei familiari e 790 famiglie residenti nella città. La densità di popolazione era di 1,067.5 persone per miglio quadrato (412.8/km²). C'erano 1,534 unità abitative a una densità media di 563.1 per miglio quadrato (217.8/km²). La composizione etnica della città era formata dal 89.24% di bianchi (2,595 persone), il 4.57% di afroamericani (133 persone), lo 0.48% di nativi americani (14 persone), lo 0.72% di asiatici (21 persone), il 3.44% di altre razze (100 persone), e l'1.44% di due o più etnie (42 persone). Ispanici o latinos di qualunque razza erano il 10.45% (304 persone) della popolazione.
C'erano 1,273 nuclei familiari di cui il 26.0% aveva figli di età inferiore ai 18 anni, il 49.1% erano coppie sposate conviventi, il 10.0% aveva un capofamiglia femmina senza marito, e il 37.9% erano non-famiglie. Il 35.7% di tutti i nuclei familiari erano individuali e il 21.9% aveva componenti con un'età di 65 anni o più che vivevano da soli. Il numero di componenti medio di un nucleo familiare era di 2.25 e quello di una famiglia era di 2.90.
La popolazione era composta dal 24.3% di persone sotto i 18 anni, il 6.1% di persone dai 18 ai 24 anni, il 20.9% di persone dai 25 ai 44 anni, il 23.9% di persone dai 45 ai 64 anni, e il 24.8% di persone di 65 anni o più. L'età media era di 44 anni. Per ogni 100 femmine c'erano 83.2 maschi. Per ogni 100 femmine dai 18 anni in su, c'erano 79.6 maschi.
Il reddito medio di un nucleo familiare era di 23,662 dollari, e quello di una famiglia era di 32,917 dollari. I maschi avevano un reddito medio di 21,891 dollari contro i 19,292 dollari delle femmine. Il reddito pro capite era di 16,062 dollari. Circa il 15.6% delle famiglie e il 19.5% della popolazione erano sotto la soglia di povertà, incluso il 31.8% di persone sotto i 18 anni e il 10.7% di persone di 65 anni o più.

## Istruzione
La pubblica istruzione nella città è servita dal Seymour Independent School District.

## Nella cultura di massa
Il Lake Kemp, situato nei pressi di Seymour, è il luogo dove è stato girato il video virale di Internet ternet dal titolo "Failed Dock Jump Attempt".